# الدوري المنغولي لكرة القدم 1998
الدوري المنغولي لكرة القدم 1998 هو موسم من الدوري المنغولي لكرة القدم. فاز فيه نادي إركيم.